# Strychnos goiasensis
Strychnos goiasensis là một loài thực vật có hoa trong họ Mã tiền. Loài này được Krukoff & Barneby miêu tả khoa học đầu tiên năm 1969.